# Joan Coromines
 (septembre 2013).
Pour les articles homonymes, voir Coromines.
Œuvres principales
- Lleures i converses d'un filòleg
- Dictionnaire étymologique et complémentaire de la langue catalane
- Dictionnaire critique étymologique de la langue castillane

Joan Coromines i Vigneaux, né le 21 mars 1905 à Barcelone et mort le 2 janvier 1997 à Pineda de Mar, est un linguiste et philologue espagnol d'expression catalane, auteur du Dictionnaire étymologique et complémentaire de la langue catalane et du Dictionnaire critique étymologique de la langue castillane.
Joan Coromines a été l'un des principaux spécialistes en linguistique romane. Il avait une très grande connaissance du catalan, du castillan et de l'occitan, ainsi que de la linguistique indo-européenne et arabe.
Il obtient en 1989 le prix national des lettres espagnoles.

## Biographie
Fils de l'écrivain et homme politique Pere Coromines et de la pédagogue Célestine Vigneaux, il est le frère du mathématicien Ernest Corominas. Dès son plus jeune âge, il montre un grand intérêt pour la linguistique et étudie à la Faculté de Philosophie et Lettres de l'Université de Barcelone. Il complète sa formation dans diverses villes européennes entre les années 1925 et 1929. Il séjourne ainsi à Montpellier (où il s'était réfugié en raison de ses activités contre la dictature de Miguel Primo de Rivera), à Madrid où il réalise son doctorat et à Zurich où il part en 1929 pour mener des études avec Jakob Jud qui l'a beaucoup influencé. Il maintient également des contacts avec de grands professeurs comme Grammont et Millardet à Montpellier, Américo Castro et Ramón Menéndez Pidal à Madrid. En 1930, il commence à travailler au sein de l'Institut d'Études Catalanes et en 1931 il publie sa thèse de doctorat intitulée Vocabulario aranés. La même année, il commence à préparer son Onomasticon Cataloniae.
Après la guerre d'Espagne, il est contraint de s'exiler dans plusieurs pays jusqu'à l'obtention d'une chaire à l'Université de Chicago en 1948. Entre 1980 et 1991, il travaille à son Diccionari etimològic i complementari de la llengua catalana (Dictionnaire étymologique et complémentaire de la langue catalane). En 1994, il termine l'Onomasticon Cataloniae et passe les dernières années de sa vie à Pineda de Mar, travaillant intensément.
Joan Coromines conserve toute sa vie des positions profondément catalanistes : il refuse ainsi une chaire universitaire à Madrid et plusieurs distinctions du gouvernement espagnol à cause du traitement de la situation de la langue catalane par l'État espagnol. 
Depuis quelques années, la Fondation Joan Coromines se consacre à l'édition des écrits épistolaires qu'il échangea avec diverses personnalités de la littérature catalane, quantité importante de documents qui devrait représenter un total d'environ 25 volumes. Ainsi, ont déjà été publiées les correspondances de Joan Coromines avec Pompeu Fabra, Francesc de B. Moll, Josep Pla, Joan Fuster, divers exilés catalans, Carles Riba et Joan Sales (ca). L'édition et l'annotation de ses ouvrages sont assurées par Joan Pujadas, Josep Ferrer et Joan Ferrer, tous trois collaborateurs du philologue. Sa correspondance est avec son maître Ramón Menéndez Pidal est en impression, elle a été préparée par les professeurs José Antonio Pascual (coauteur de la version castillane du Dictionnaire étymologique) et José Ignacio Pérez Pascual. Cette correspondance s'étend de 1939, année où le linguiste part en exil, à 1955. Pidal fut son professeur à Madrid et a toujours soutenu de manière enthousiaste le projet de Joan Coromines. 
La contribution de Joan Coromines à l'étymologie du castillan est particulièrement importante. Par ailleurs, avec une bonne connaissance du basque, il est nommé membre honoraire de l'Académie de la langue basque en 1994.

## Principales œuvres
- What Should Be Known About the Catalan Language (1951), petit opuscule publié en anglais pour présenter la langue catalane au public américain. Il fut traduit au catalan en 1954 sous le titre :

(ca) Joan Coromines, El que s'ha de saber de la llengua catalana, Moll, coll. « Biblioteca "Raixa",1 », 1995, 11e éd., 168 p. (ISBN 978-84-273-0626-4)
- (ca) Joan Coromines, Lleures i converses d'un filòleg, Club Editor 1984, coll. « El pi de les tres branques », 1997, 5e éd., 441 p. (ISBN 978-84-7329-001-2) (édition originale : 1971)
- (es) Joan Coromines et José Antonio Pascual, Diccionario crítico etimológico de la lengua castellana (es) : (4 vol.), Gredos, 1974, 4508 p. (ISBN 978-84-249-1321-2) (édition originale : 1954)
- (es) Joan Coromines, Breve diccionario etimológico de la lengua castellana (es), Gredos, coll. « Biblioteca románica hispánica. V, Diccionarios,2 », 1987, 3e éd., 628 p. (ISBN 978-84-249-1331-1)
- (es) Joan Coromines et José Antonio Pascual, Diccionario crítico etimológico castellano e hispánico : Obra completa (6 vol.), Gredos, coll. « Biblioteca románica hispánica. V, Diccionarios,7 », 1954 (ISBN 978-84-249-1362-5)
- (ca) Joan Coromines, Diccionari etimològic i complementari de la llengua catalana : (9 vol.), vol. 9, Curial Edicions Catalanes, 1980-1991, 1054 p. (ISBN 978-84-7256-173-1), œuvre monumentale en neuf tomes sur la langue catalane
- (ca) Joan Coromines, Onomasticon Cataloniae : (8 vol.), Curial Edicions Catalanes, 1989-1997, 488 p. (ISBN 978-84-7256-331-5), inventaire et étymologie des toponymes et anthroponymes des territoires de parler catalan.
- (ca) Joan Coromines, Estudis de toponímia catalana, 1965, 282 p. (ISBN 978-84-7226-080-1)

## Distinctions
- Prix Lletra d'Or (1972)
- Prix de la critique Serra d'Or (1972)
- Médaille d'or de la Generalitat de Catalogne (1980)
- Prix d'honneur Jaume I (1981)
- Prix d'honneur des lettres catalanes (1984)
- Prix national des lettres espagnoles (1989)
- Médaille d'or de la ville de Barcelone (1994)
- Prix de l'Institution des Lettres catalanes (1996)